# Palaeoraphe
Palaeoraphe — вимерлий рід пальм, представлений одним видом, Palaeoraphe dominicana з раннього міоцену Бурдигальського ярусу, домініканського родовища бурштину на острові Гаїті. Рід відомий з однієї, 10,8 міліметра (0,43 дюйм) в діаметрі повної квітки. В даний час голотип зберігається у колекціях Орегонського державного університету в Корвалісі, штат Орегон, під номером «Sd-9-158», де його вивчав і описував доктор Джордж Пойнар. Доктор Пойнар опублікував свій опис 2002 року для Palaeoraphe у Ботанічному журналі Ліннеївського товариства, том 139. Назва роду є поєднанням грецького слова palaios, що означає «стародавній», і Рафії — роду пальм, тоді як назва виду dominicana посилається на Домініканську Республіку, де було виявлено скам'янілості. Типовий зразок був розкопаний на шахті Ла Тока на північний схід від Сантьяго-де-лос-Кабальєрос.
Palaeoraphe був поміщений в Corypheae підтриби Livistoninae, який має дванадцять сучасних родів знайдених як в старому світі, і новому світі.